# Morris Gleitzman

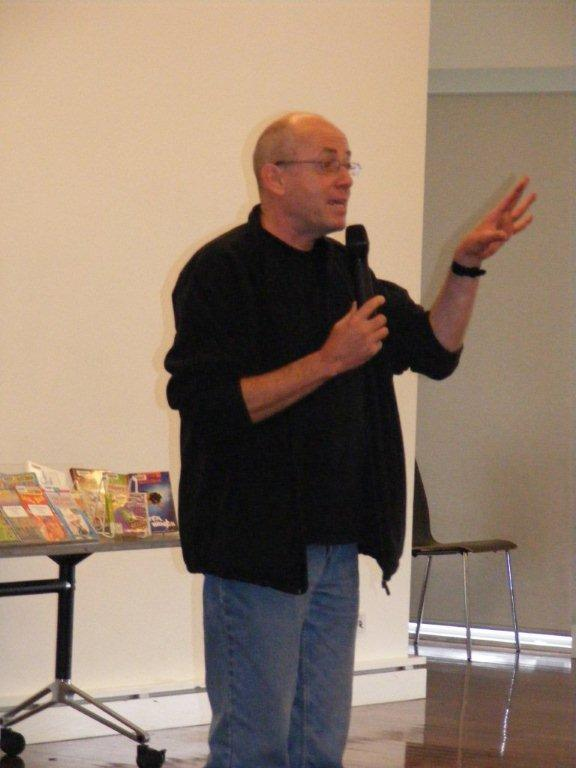
Morris Gleitzman, 2011

Morris Gleitzman (* 9. Januar 1953 in Sleaford) ist ein Kinder- und Jugendbuchautor, der in Australien lebt.

## Leben und Werk
Ab seinem dritten Lebensjahr wuchs Gleitzman in London auf, bis seine Familie 1969 nach Australien auswanderte. Gleitzman verdiente sein Geld mit Aushilfsjobs in verschiedenen Branchen und studierte unterdessen Professional Writing am Canberra College of Advanced Education, was ihm nach seiner eigenen Aussage die Fähigkeit einbrachte, alles zu schreiben, nur nicht seine eigenen Geschichten.
Er schrieb zunächst für Film und Fernsehen, unter anderem für die Norman Gunston Show, bis ihm 1985 mit The Other Facts Of Life, einem „Buch zum Film“, der den AWGIE Award for the Best Original Children's Film Script gewann, der Übergang zur Schriftstellerei glückte. Mehr als zwei Dutzend Bücher von Morris Gleitzman sind seitdem erschienen. Neben diesen Kinder- und Jugendbüchern, die in zahlreiche Sprachen übersetzt und mit vielen Preisen und Auszeichnungen bedacht wurden, schrieb Gleitzman auch Bühnenstücke sowie mehrere Jahre lang Kolumnen in The Age und in The Sydney Morning Herald. Diese Werke wurden auch in Sammelbänden publiziert. 2010 wurde sein Buch Einmal für den Gustav-Heinemann-Friedenspreis für Kinder- und Jugendbücher nominiert. 2011 wurde er für dieses Werk, gemeinsam mit dem Übersetzer Uwe-Michael Gutzschhahn, mit dem Katholischen Kinder- und Jugendbuchpreis ausgezeichnet.
Einmal gehört zu einer Reihe von sieben Büchern, die sich mit dem Holocaust beschäftigen.
Morris Gleitzman war 2018/2019 Australian Children's Laureate. Als Gefahren für die Menschheit sieht Gleitzman die Klimakrise und die Entwicklung der Künstlichen Intelligenz an. Mit der Klimakrise befasste er sich in seinem Buch Tweet, in dem Vögel zu den Protagonisten gehören. Sie beginnen mit ihrem Protest gegen die Zerstörung ihrer Umwelt mit einer Blockade von Laubbläsern.
Seine Partnerin ist die Modedesignerin Pamela Easton. Er hat eine Tochter und einen Sohn.

## Werke

### Kinder- und Jugendbücher
- The Other Facts of Life (1987)
- Two Weeks with the Queen (1989, wurde von Mary Morris für die Bühne adaptiert und in zahlreichen Ländern aufgeführt)
- Second Childhood (1990)
- Misery Guts (1991)
- Worry Warts (1992)
- Blabber Mouth (1993, deutsch: Quasselstrippe, auch in Blindenschrift erhältlich)
- Sticky Beak (1994)
- Puppy Fat (1995)
- Belly Flop (1996)
- Water Wings (1997)
- Bumface (1998)
- Wicked! (1998, in Zusammenarbeit mit Paul Jennings)
- Gift Of The Gab (1999)
- Toad Rage (2000)
- Deadly! (2001, in Zusammenarbeit mit Paul Jennings)
- Adults Only (2001)
- Toad Heaven (2001)
- Boy Overboard (2002)
- Teacher's Pet (2003)
- Toad Away (2003)
- Girl Underground (2004)
- Worm Story (2004)
- Once (2005, deutsch: Einmal)
- Aristotle's Nostril (2006)
- Doubting Thomas (2006)
- Then (2008, deutsch: Dann)
- Now (2010, deutsch: Jetzt)
- Tickled Onions and Other Funny Stories (2010)
- Too Small to Fail (2011)
- Pizza Cake: And Other Funny Stories (2011)
- After (2012)
- Extra Time (2013)
- Loyal Creatures (2014)
- Soon (2015)
- Toad Delight (2016)
- Snot Chocolate (2016)
- Maybe (2017)
- Funny Stories: and Other Funny Stories (2018)
- Help Around the House (2018)
- Always (2021)
- Digging Up Dad And Other Hopeful (And Funny) Stories (2022)
- Tweet (2024)

### Sammelbände zu den Zeitungskolumnen
- Self Helpless
- Just Looking
- Gleitzman on Saturday